# Oxalis ericifolia
Oxalis ericifolia är en harsyreväxtart som beskrevs av Oberl. & Dreyer. Oxalis ericifolia ingår i släktet oxalisar, och familjen harsyreväxter. Inga underarter finns listade i Catalogue of Life.